# Aérodrome Banak de Lakselv
L'aéroport de Lakselv, Banak ( norvégien : Lakselv lufthavn, Banak  ; code IATA : LKL • code OACI : ENNA) est un aéroport international situé à Banak, à 1,5 km au nord de Lakselv, dans la municipalité de Porsanger, comté de Troms og Finnmark, Norvège. À proximité d'une base militaire, l'aéroport est détenu et exploité par la société d'État Avinor. L'aéroport est également connu sous le nom de Aéroport du Cap Nord, bien que le North Cape soit à 190 km loin, et l'aéroport le plus proche est l'aéroport de Honningsvåg, Valan.
La piste mesure 2 788 m de long et est alignée presque nord-sud. En plus de desservir Porsanger, la zone de chalandise de l'aéroport comprend Karasjok, Måsøy et Lebesby.
L'aérodrome a été construit avec des pistes triangulaires en 1938. Il a été repris par la Luftwaffe en 1940, qui l'a agrandi et a aménagé deux pistes en bois. En 1945, il est repris par la NoRAF puis abandonné en 1952. Il a rouvert en 1963 et a été largement financé par l'Organisation du traité de l'Atlantique nord (OTAN). Scandinavian Airlines opérait depuis l'aéroport vers les autres aéroports principaux du Finnmark et vers Tromsø et Oslo. La piste a été prolongée en 1968. À partir de 1990, les vols ont été repris par SAS Commuter et les vols directs vers Oslo ont été interrompus. Depuis le milieu des années 1990, il y a eu des vols charters occasionnels au départ de Banak. Widerøe a repris les services de SAS en 2002. En 2022, Danish Air Transport assure des vols à destination et en provenance de Tromsø.

## Compagnies aériennes et destinations

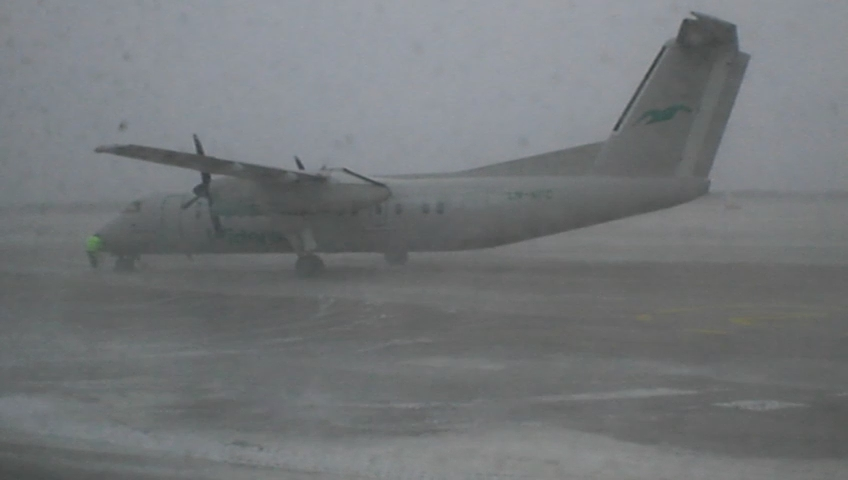
Un Widerøe de Havilland Canada Dash 8-300 dans un blizzard à Banak

Danish Air Transport est la principale compagnie aérienne opérant à Banak, avec des vols quotidiens vers Tromsø à partir du 01/04/2022.
| Compagnies            | Destinations    |
| --------------------- | --------------- |
| Danish Air Transport  | Tromsø          |
| Scandinavian Airlines | Oslo-Gardermoen |

Actualisé le 25/02/2023

## Statistiques
Pour des raisons techniques, il est temporairement impossible d'afficher le graphique qui aurait dû être présenté ici.

Voir la requête brute et les sources sur Wikidata.